# Доходный дом Кувшинского
Доходный дом В. Д. Кувшинского в Перми — здание на перекрёстке улиц Петропавловской и Газеты «Звезда». Является объектом культурного наследия регионального значения.

## История

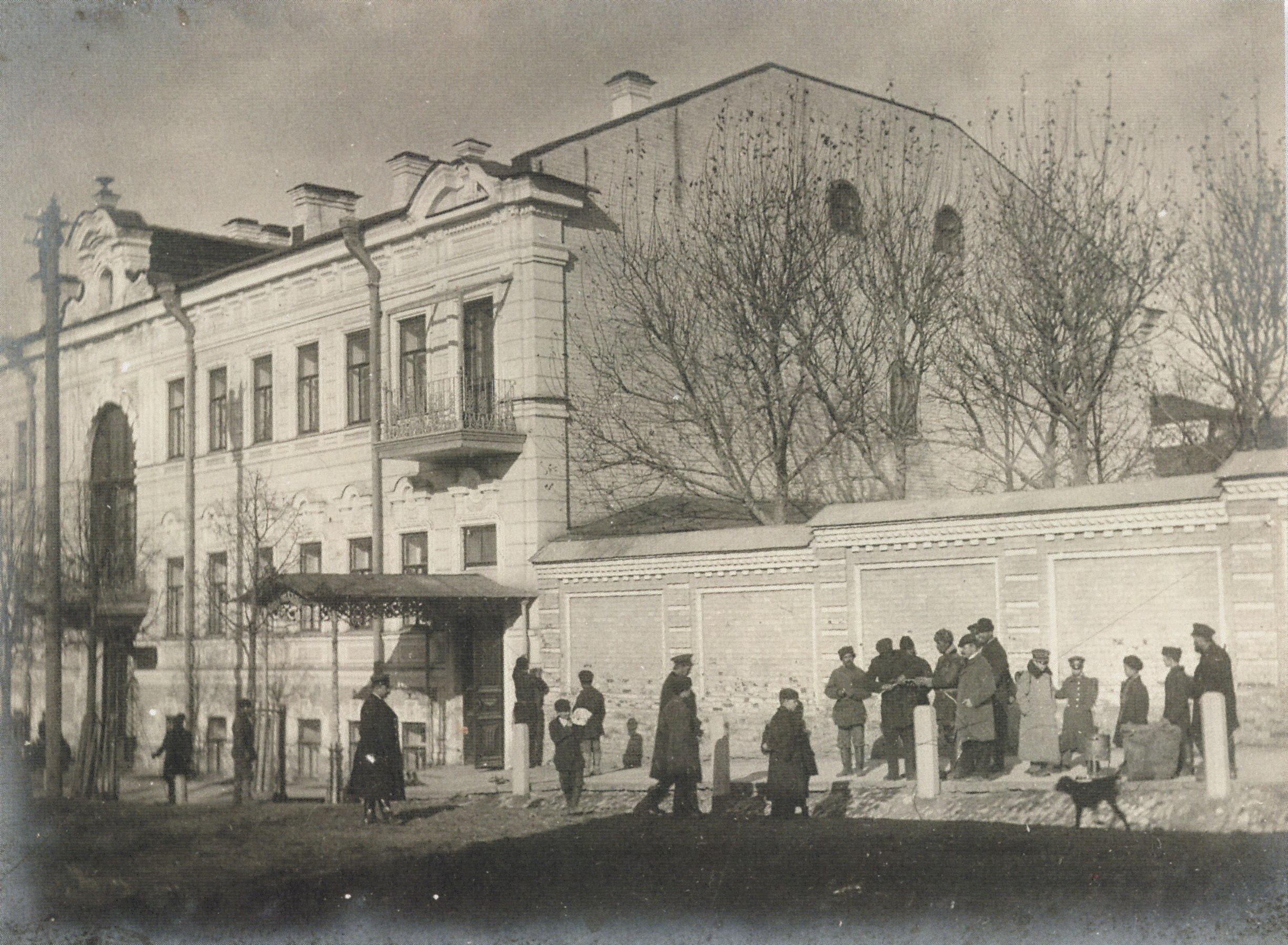
Доходный дом Кувшинского (фото 1902-1917 гг.)

Трёхэтажное здание было построено по проекту пермского архитектора Турчевича А. Б.. В период 1884—1916 гг. его владельцем был потомственный дворянин, пожизненный член Пермского научно-промышленного музея Владимир Дмитриевич Кувшинский. Он был управляющим машино-судостроительного и литейного завода И. И. Любимова, в 1902 г. открыл свою типографию, с 1903 г. стал издателем ежедневной газеты «Пермский край», в 1903—1905 гг. был директором губернского приюта.
Часть помещений своего большого дома Кувшинский сдавал в аренду. Здесь находились помещения переплётно-футлярного завода и производства конторских книг, принадлежавших товариществу «Абрамович И. С. с сыновьями», мастерские дамских нарядов П. С. Балашовой, детское учебное заведение Е. Н. Воробьёвой, мастерская мужской одежды К. П. Желнина. В период 1906—1908 г. в этом доме работало Пермское отделение Сибирского торгового банка, после которого его помещения занимал С. А. Крылов — содержатель меблированных комнат, в 1909—1910 гг. носивших название «Петербургские номера», а в 1911—1917 гг. — «Россия».
В 1917 г. В. Д. Кувшинский продал свой дом З. З. Ахунову, а в 1918 г. этот дом был реквизирован Советской властью. Часть помещений дома была отдана правлению кооператива ссудо-сберегательного товарищества, часть — переделана под квартиры (в одной из них жил сын Кувшинского — Дмитрий Владимирович). В период 1926—1929 гг. дом занимало общежитие рабфака, в 1937—1941 гг. здесь находился фармацевтический институт, в 1941—1953 гг. — стоматологический институт.
Позднее здание использовалось как один из корпусов медицинской академии.
В 2017 году законсервировано, фасад затянут. Здание требует серьёзного ремонта.